# شارع سانت جيمس

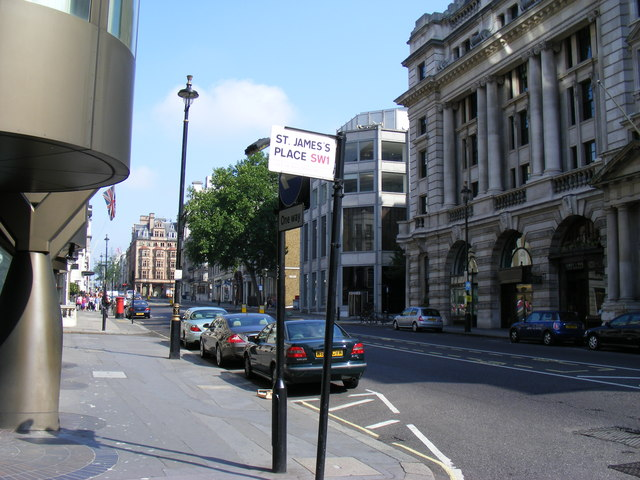
شارع سانت جيمس

شارع سانت جيمس هو الشارع الرئيسي في منطقة سانت جيمس في وسط لندن. ويمتد من بيكاديللي نزولاً إلى قصر سانت جيمس وبال مول. تقع البوابة الرئيسية للقصر في الطرف الجنوبي من الطريق. في القرن السابع عشر كان منزل كلارندون يواجه الشارع المقابل لبيكاديللي من الموقع الذي يُعرف الآن بشارع ألبيمارل.

## تاريخياً

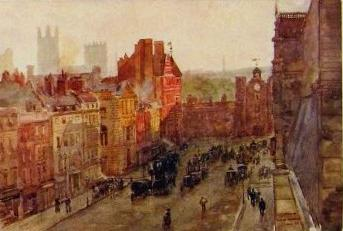
شارع سانت جيمس وقصر سانت جيمس، الطباعة الحجرية الملونة من حوالي عام 1890.

تطور شارع سانت جيمس بدون خطة شاملة. لقد تلقت دفعة من خلال البناء المخطط له من قبل اللورد سانت ألبانز لمنازل كبيرة متناغمة في ساحة سانت جيمس. يحتوي شارع سانت جيمس اليوم على العديد من نوادي السادة الأكثر شهرة في لندن (مثل بودلز، بروكس، نادي كارلتون ووايتس)، وبعض المتاجر الحصرية والمكاتب المختلفة. تؤدي سلسلة من الشوارع الجانبية الصغيرة على جانبها الغربي إلى بعض العقارات باهظة الثمن المطلة على جرين بارك، بما في ذلك منزل سبنسر والدوري الملكي لما وراء البحار (بالإنجليزية: Royal Over-Seas League) في نهاية بارك بليس.

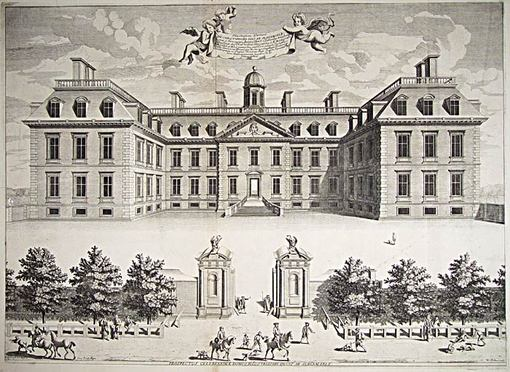
منظر لمنزل كلارندون، الذي تم هدمه الآن، والذي كان يواجه الجنوب أسفل شارع سانت جيمس.

توجد ساحتان من القرن الثامن عشر خلف واجهات الشارع النبيلة. إحداها هي بلو بول يارد، مع إسطبلات بنيت في عام 1742. والآخر هو بيكرينغ بليس، مع أربعة منازل غير رسمية من الطوب الجورجي تعود إلى عام شارع جيرمين، المشهور بخياطي السادة والمتاجر المرتبطة به، يؤدي إلى شارع سانت جيمس إلى الشرق. أقرب محطة مترو أنفاق هي محطة جرين بارك التي تقع في بيكاديللي إلى الغرب.